# Bojná
Bojná (hongrois : Bajna) est un village de Slovaquie situé dans la région de Nitra.

## Histoire
Première mention écrite du village en 1424.

## Démographie

### Évolution de la population
| Année:               | 1994. | 2004.   | 2014.   | 2024.   |
| -------------------- | ----- | ------- | ------- | ------- |
| Nombre de personnes: | 2064  | 1933    | 2033    | 1957    |
| Différence:          |       | -6,34 % | +5,17 % | -3,73 % |

| Année:               | 2023. | 2024.   |
| -------------------- | ----- | ------- |
| Nombre de personnes: | 1967  | 1957    |
| Différence:          |       | -0,50 % |